# Фортеця (фільм, 1983)
«Фортеця» (англ. The Keep) — надприродний фільм жахів 1983 року, написаний і знятий Майклом Манном, у якому зіграли Скотт Гленн, Гебріел Бірн, Юрген Прохнов, Альберта Вотсон і Ієн Мак-Келлен. Це екранізація роману «Застава» 1981 року американського письменника Ф. Пола Вілсона.
Дія фільму розгортається 1941 року в Румунії під час Другої світової війни і розповідає про групу нацистських солдатів, які ненароком випускають на волю зловмисну надприродну силу під час встановлення табору в стародавній кам'яній фортеці в Карпатах.

## Сюжет
У 1941 році в Румунії німецький капітан Клаус Вурманн очолює моторизований підрозділ «Gebirgsjäger». З метою метою взяти під контроль перевал у Карпатах, підрозділ займає невелике село, в якому є стара фортеця. Вурманн зауважує дивну конструкцію фортеці, ніби вона призначалася не випускати когось зсередини. Його увагу також привертають нікелеві хрести, вмуровані в стіни. Доглядач фортеці не може пояснити призначення хрестів, але застерігає не чіпати їх.
Двоє солдатів, рядові Лутц і Антон, вважають, що хрести зроблені зі срібла. Вночі вони виколупують один хрест, за яким виявляється тунель, який веде до величезної зали. Звідти звільняється примарна сила Раду Моласар, що вбиває солдатів. За наступні дні вона вбиває ще п'ятьох солдатів і стає більш матеріальною, нагадуючи людину. Загін СС під командуванням жорстокого штурмбанфюрера Еріха Кемпфера вважає, що солдатів убили партизани. Він наказує розстріляти трьох випадкових селян, і бере ще п'ятьох у заручники. Вурманн обурений цими діями, бо Румунія — союзниця Німеччини і вбивство її громадян псує репутацію Райху.
Невдовзі в фортеці на стіні з'являється напис невідомою мовою. Сільський священник Міхаїл Фонеску радить залучити для перекладу хворого історика-єврея Теодора Кузу, що зараз перебуває в концтаборі. Куза розшифровує таємниче послання, написане старослов'янською мовою за допомогою глаголиці. Коли дочку історика, Єву, намагаються зґвалтувати двоє СС-івців, їх убиває Моласар. Він приходить до Теодора й пропонує вилікувати його в обмін на те, що Теодор стане його слугою. Історик погоджується, вірячи, що Моласар допоможе перемогти загарбників. Моласар хоче, щоб Теодор знайшов амулет, який утримує його в фортеці.
Віддалено відчувши присутність Моласара, з Греції на човні контрабандистів припливає Глакен Трісмегестус. Він швидко знайомиться з Євою та проводить з нею ніч, що обурює її батька. Присутність Моласара тим часом впливає на селян, спричиняючи божевілля. Група солдатів стріляє в Глакена і він падає в яр, але виживає. Кемпфер і Вурманн сваряться; Вурманн стверджує, що монстр, який полює на них, є відображенням зла нацистів. Їхню суперечку раптово перериває жахливий крик і кулеметна черга в фортеці. Кемпфер застрелює Верманна та йде вглиб фортеці, де бачить, що весь гарнізон цитаделі був убитий Моласаром, а весь транспорт, розміщений усередині, знищено. Наляканий Кемпфер стикається з Моласаром і гине. Теодор йде забрати талісман із фортеці, та Єва намагається перешкодити йому. Моласар наказує Теодору вбити дочку, а коли той відмовляється це зробити, Моласар робить його знову хворим.
Глакен знаходить схований під підлогою талісман і стикається з Моласаром. Йому вдається ослабити Моласара світлом від амулета й загнати злу силу назад у залу в фортеці. Глакен перетворюється на вихор світла й закриває отвір, який звільнив Моласара. Врятовані селяни проводжають Єву та Теодора.

## Акторський склад
| Актор                 | Роль                        |
| --------------------- | --------------------------- |
| Скотт Гленн           | Глакен Трісмегестус         |
| Юрген Прохнов         | капітан Клаус Вурманн       |
| Гебріел Бірн          | штурмбанфюрер Еріх Кемпффер |
| Ієн Мак-Келлен        | професор Теодор Куза        |
| Альберта Вотсон       | Єва Куза                    |
| Роберт Проскі         | отець Міхаїл Фонеску        |
| Вільям Морган Шеппард | Александру                  |
| Брюс Пейн             | прикордонник                |

## Виробництво

### Зйомки
Зйомки розпочалися у вересні 1982 року в Уельсі, початковий графік зйомок становив 13 тижнів. Зйомки були досить виснажливими, і після завершення основної частини були проведені додаткові перезйомки, які тривали 9 тижнів.
Декорації для румунського села були побудовані в занедбаному кар'єрі Ґлін-Ронві, де раніше добували сланець, поблизу Лланберіса в Північному Уельсі. Інтер'єром замку використано кам'яну кладку зі сланцевих печер Ллехведд, що поблизу Блаенау Ффестініог. Через сильний дощ у графіку зйомок фільму виникли значні затримки. Друга знімальна група вирушила до Іспанії, щоб відзняти матеріал про Грецію.

### Спецефекти
Зовнішність лиходія фільму, Моласара, кілька разів змінювали під час зйомок, оскільки Майкл Манн не був упевнений, яким він хоче його бачити. Спочатку Манн уявляв собі Моласара як нематеріальну сутність, на зовнішність якої впливатиме виключно його оточення. Однак цей опис був складним для команди спецефектів. Манн врешті-решт зупинився на істоті, яка на початку виглядає як аморфний згусток енергії, що з кожною появою у фільмі починає набувати людську подобу: спочатку нагадує нервову систему, згодом скелет, потім м'язову систему, і, зрештою, «статечне тіло, схоже на голема» у кульмінації фільму. Механічна версія Моласара, яка була розроблена на початку виробництва, зрештою залишилася невикористаною через зміну уявлень Манна про зовнішній вигляд монстра, і натомість істота була зображена актором у бодікостюмі.
Спецефекти для фільму створив Нік Мейлі разом із Ніком Олдером, який раніше працював над фільмами «Чужий» та «Імперія завдає удару у відповідь».

### Проблеми з постпродакшном
Через два тижні після початку постпродакшну помер супервайзер візуальних ефектів Воллі Віверс. Це спричинило величезні проблеми, адже ніхто не знав, як він планував закінчити сцени з візуальними ефектами. Особливо ті, які були заплановані для оригінального кінця фільму. За словами Манна, після смерті Віверса йому самому довелося закінчити 260 кадрів спецефектів.
Оригінальна кульмінація, яку передбачав Манн, включала Глакена і Моласара в епічній битві на вершині вежі фортеці, що закінчувалася відкриттям Глакеном енергетичного порталу, який виривався з-під долівки фортеці. Вони мали зірватися зі стіни фортеці, їх засмоктувало в портал, і вони падали крізь порожнечу. Після цього Глакен мав матеріалізуватися в печері під фортецею біля басейну і прокинутися смертною людиною.
Зважаючи, що фільм вже вийшов далеко за межі бюджету, Paramount відмовився платити за зйомки додаткових кадрів, необхідних для цього фіналу. Це змусило Манна зупинитися на спрощеному фіналі, який присутній в театральній версії фільму.

## Музика
Музичний супровід написав гурт Tangerine Dream. Раніше гурт працював з Манном над його першим театральним фільмом «Злодій» (1981).

## Випуск
Фільм вийшов в обмежений кінотеатральний прокат у США 16 грудня 1983 року на 508 екранах. Фільм заробив 1 032 295 доларів за перший вікенд, посівши 13-те місце в національному бокс-офісі, і залишався в прокаті до 6 січня 1984 року. Зрештою, фільм зібрав $4,218,594 в США і був визнаний касовим провалом.
Paramount Home Entertainment випустила фільм на VHS у 1984 році, і пізніше на LaserDisc 22 грудня 1993 року.

## Сприйняття
Попри фінансову та критичну невдачу на момент випуску, фільм здобув шанувальників. На агрегаторі оглядів Rotten Tomatoes його схвалюють 39 % критиків.
Джин Сіскел, кінооглядач Chicago Tribune, писав, що саундтрек фільму перевершує його діалоги. Критик назвав «Фортецю» великим розширенням фіналу «Індіани Джонса та втраченого ковчега» з хорошими спецефектами. Катарін Рамбау з Detroit Free Press також розкритикувала фільм, написавши, що «Фортеця» — це «розчарування, невдала гібридна мутація диско-жахів, рок-відео, високої моди та імітаційного мистецтва». При хороших спецефектах і музиці, фільм має «поганий смак».
Майкл Нордін з LA Weekly писав у ретро-огляді 2013 року, що «Фортеця» є найдивнішим фільмом Майкла Манна. Поміщені до сюжету натяки створюють туманну атмосферу, а стосунки між загадковими персонажами лишаються незрозумілими. На думку Адама Сміта з Empire, сюжет значною мірою спирається на стародавню єврейську легенду про Ґолема, глиняну людину без душі, що ожила та має звичку зраджувати своїх творців.